# Mario Petrone
Mario Petrone (n. Nápoles, Italia; 20 de marzo de 1973) es un exfutbolista y entrenador italiano de fútbol. Actualmente es entrenador del Budoni Calcio de la Serie D de Italia.

## Trayectoria

### Como futbolista
Se inició jugando para el Virtus Campania y se retiró en el Capri Isola Azzurra.

### Como entrenador
En el año 2000, inició su experiencia como entrenador en el banquillo del Capri Isola Azzurra, permaneciendo en el cargo durante 13 días antes de que el equipo cayera en la zona de descenso y lograra alcanzar el tercer puesto. Al año siguiente, asumió el puesto de entrenador en el Foot Ball Club Calangianus 1905, donde, después de ocho jornadas con el equipo en las posiciones más bajas de la clasificación, cerró la temporada ganando el campeonato, un logro notable para uno de los entrenadores más jóvenes de Italia, con tan solo 26 años. En el siguiente año, con el mismo Foot Ball Club Calangianus 1905, disputó el campeonato de la Serie D, finalizando en sexto lugar.
En 2003, se trasladó al Temple, pero fue despedido pocos días después, dejando al equipo en la tercera posición. El Temple terminó la temporada en esa misma posición en la clasificación.
El 29 de noviembre de 2005, reemplazó a Virgilio Perra al frente del Nuorese, habiendo dirigido anteriormente al St. Joseph de Malta. Al final de la temporada, el Nuorese ascendió a la Lega Pro Seconda Divisione bajo su dirección.
En 2007, fue contratado por Lumezzane. El 15 de abril de 2008, después de una serie de cinco derrotas consecutivas, fue destituido y reemplazado por Leonardo Menichini..
El 28 de octubre de 2008, asumió el cargo en el banquillo del San Marino Calcio, pero fue despedido el 25 de marzo de 2009. El 26 de septiembre, fue contratado por el Sanluri para dirigirlo en la Serie D y terminó la temporada en cuarto lugar.
El 24 de julio de 2010, vuelve a dirigir al San Marino Calcio. El 28 de octubre de 2011, renovó su contrato hasta 2013. El 6 de mayo de 2012, San Marino Calcio ascendió a la Primera División, sin embargo, el 2 de octubre fue relevado de su cargo.
El 15 de julio de 2013, pasó al banquillo del  Bassano en la Segunda División de Lega Pro. El 23 de marzo de 2014, el equipo obtiene el ascenso a la Serie C. El 18 de mayo, Bassano también ganó la Supercopa de Segunda División.
El 1 de julio de 2014 firma un contrato de dos años con Ascoli, a pesar de la eliminación sufrida en los play-offs, la degradación del Teramo Calcio por infracción deportiva llevó al ingreso de Ascoli en la Serie B. El 25 de septiembre de 2015 renueva su contrato hasta 2017, pero 2 de noviembre es relevado de su cargo.
El 13 de febrero de 2017 se convirtió en el nuevo técnico del Catania, militante del grupo C de la Serie C, reemplazando a Pino Rigoli, con contrato a final de temporada con opción al segundo año. Pero la experiencia en el banquillo solo dura solo 3 partidos porque el 8 de marzo dimite. 
El 26 de marzo de 2018 toma el relevo en el banquillo de Pisa en sustitución de Michele Pazienza.
El 25 de marzo de 2019 fue contratado por el Rimini para los últimos 6 días del campeonato, siendo el cuarto técnico de la temporada del club rojiblanco, que en el momento de su llegada ocupaba la penúltima plaza del grupo B en la Serie C 2018-19.
En 2020 fue contratado como entrenador de Santa Rita de Vinces de Ecuador. Al año siguiente, se hizo cargo de la Real Sociedad de Honduras.
El 24 de noviembre de 2023, fue oficializado como nuevo entrenador del Budoni Calcio, equipo de la Serie D, reemplazando a Raffaele Cerbone.

## Clubes

### Como futbolista
| Club                    | País   | Año       |
| ----------------------- | ------ | --------- |
| SSC Campania            | Italia | 1990-1993 |
| Casertana Football Club | Italia | 1993-1995 |
| Rovigo Calcio           | Italia | 1995-1996 |
| Giov. Cardito           | Italia | 1996-1997 |
| Capri Isola Azzurra     | Italia | 1997-2000 |

### Como entrenador
| Club                | País       | Año       |
| ------------------- | ---------- | --------- |
| Capri Isola Azzurra | Italia     | 2000-2001 |
| Calangianus         | Italia     | 2001-2003 |
| Tempio Calcio       | Italia     | 2003      |
| Msida Saint-Joseph  | Malta      | 2004-2005 |
| Nuorese Calcio      | Italia     | 2005-2007 |
| AC Lumezzane        | Italia     | 2007-2008 |
| San Marino Calcio   | San Marino | 2008-2009 |
| Sanluri             | Italia     | 2009-2010 |
| San Marino Calcio   | San Marino | 2010-2013 |
| Bassano Virtus      | Italia     | 2013-2014 |
| Ascoli Calcio       | Italia     | 2014-2015 |
| Catania Calcio      | Italia     | 2017      |
| AC Pisa             | Italia     | 2018      |
| AC Rimini           | Italia     | 2019      |
| Santa Rita          | Ecuador    | 2020      |
| Real Sociedad       | Honduras   | 2021      |
| Budoni Calcio       | Italia     | 2023-Act. |

## Palmarés

### Como entrenador

#### Campeonatos nacionales
| Título  | Club          | País   | Año     |
| ------- | ------------- | ------ | ------- |
| Serie C | Ascoli Calcio | Italia | 2014-15 |